# AuktYon
AuktYon (russisch АукцЫон) ist eine Band aus Russland. Der Kern der Gruppe fand sich Anfang der achtziger Jahre in Leningrad zusammen. Als Gründungsdatum der Band gilt der 14. Mai 1983, als AuktYon in den Leningrader Rockclub aufgenommen wurde.

## Bandgeschichte
Die zentrale Persönlichkeit der Band ist der 1963 in St. Petersburg geborene Sänger und Gitarrist Leonid Fjodorow, der auch immer wieder mit Soloprojekten auftrat.
Die Organisatoren des Skif-Festivals, das 2003 in Berlin zu Gast war, beschrieben den Stil der Gruppe folgendermaßen: „AuktYon lassen sich musikalisch aus vielen Richtungen wie Ska, Reggae, Jazz, Ethnoklänge aus Afrika und Asien, aber auch Popmusik der 60er Jahre beeinflussen. Ihre Bühnenshow wird von Frontmann Oleg Garkuscha dominiert, der den Auftritten theatralische Präsenz verleiht.“
In einer Konzertkritik wird der Auftritt der Band folgendermaßen beschrieben: „Anarchisch und explosiv. Ein wütendes Spiel mit Stereotypen: auf der Bühne legt ein KGB-General einen furiosen Tanz hin, auf seiner Brust glitzern und scheppern Medaillen. Neben ihm wirbelt ein kahlgeschorener Trommler umher, der an einen buddhistischen Mönch erinnert. Es ist die pure Rebellion, es ist der russische Untergrund.“
In den achtziger Jahren trat AuktYon auf Festivals in der gesamten Sowjetunion auf. Seit den neunziger Jahren tourt die Gruppe außerdem regelmäßig durch Europa und die USA. Auch in Deutschland hat AuktYon schon oft Konzerte gegeben.
Obwohl die Band in Russland weithin bekannt ist, verweigert sie sich der Kommerzialisierung. Die Zeitung Moskowski Komsomolez schrieb über sie: „Es ist ihnen egal, was die Presse über sie berichtet und was die Größen des Showbusiness über sie denken. Sie kümmern sich nicht um die angesagten Festivals und auf den letzten Alben war kein einziges Lied, das im Radio gespielt worden wäre. Und dennoch: AuktYon genießt bei Vielen den Ruf die einzige wirklich große Band Russlands zu sein.“

## Diskografie
- 1986: Вернись в Сорренто („Komm zurück nach Sorrento“)
- 1986: Д'Обсервер („D'Observer“)
- 1989: Как я стал предателем („Wie ich zum Verräter wurde“)
- 1989: В Багдаде всё спокойно („In Bagdad ist alles ruhig“)
- 1990: Жопа („Arsch“)
- 1991: Бодун („Bodun“)
- 1992: Чайник Вина (zusammen mit „Chwost“), („Ein Teekessel Wein“)
- 1993: Птица („Der Vogel“)
- 1995: Жилец вершин (zusammen mit „Chwost“), („Bewohner der Höhen“)
- 1999: Небо напополам (zusammen mit Soybelman, Single), („Der geteilte Himmel“)
- 2000: Зимы не будет („Es wird keinen Winter geben“)
- 2002: Это мама („Das ist Mama“)
- 2007: Девушки Поют („Die Mädchen Singen“)
- 2011: Юла („Der Kreisel“)
- 2016: На Солнце („In der Sonne“)

## Musiker, die mit AuktYon zusammengearbeitet haben
- „Chwost“ (Alexei Chwostenko)
- Wladimir Wolkow
- Leonid Soybelman
- Swjatoslaw Kuraschow
- Marc Ribot
- Ned Rothenberg
- Frank London
- John Medeski